# جوائز داروين
جوائز داروين (بالإنجليزية: Darwin Awards)
جوائز داروين هي تكريم ساخر أدبي نشأ في مناقشات مجموعات الأخبار الجديدة على الإنترنت حوالي عام (1985). تكرم هذه الجوائز الأفراد الذين من المفترض أنهم ساهموا في تطور الإنسانية عن طريق اختيار أنفسهم خارج حوض الجينات من خلال الموت أو العقم الذاتي بفعل أفعالهم.
أصبح المشروع أكثر تنظيماً مع إنشاء موقع إلكتروني في عام (1993)، تلته سلسلة من الكتب ابتداءً من عام (2000) من تأليف ويندي نورثكات. تنص معايير الجوائز على أنها "في روح تشارلز داروين، تكرم جوائز داروين الأفراد الذين يحمون حوض جيناتنا من خلال تقديم تضحية نهائية لحياتهم الخاصة. يقضي فائزو جوائز داروين على أنفسهم بطريقة مغفلة للغاية، مما يحسن فرص نوعنا للبقاء على المدى الطويل."
العقم الذاتي العرضي أيضًا يؤهل للجائزة، ولكن يلاحظ الموقع: "بحاجة، يتم منح الجائزة عادةً بعد الوفاة." يتم استبعاد المرشح، ومع ذلك، إذا كانت هناك "متفرجين أبرياء" قتلوا في العملية، حيث قد يكونون قد ساهموا إيجابيا في حوض الجينات. لم يتم معالجة المشكلة المنطقية التي يطرحها الفائزون بالجوائز الذين قد يكونون قد تكاثروا بالفعل في عملية الاختيار بسبب صعوبة تحديد ما إذا كان شخص ما لديه أطفال؛ تنص قواعد جوائز داروين على أن وجود النسل لا يستبعد المرشح.

## تاريخ

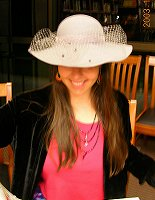
ويندي نورثكوت، مؤلفة الموقع الإلكتروني والكتاب الخاص بجوائز داروين.

يمكن تتبع أصل جوائز داروين إلى مشاركات في مجموعات مناقشات يوزنت بداية من عام (1985). تصف مشاركة في 7 أغسطس 1985 الجوائز بأنها "تُمنح بعد الوفاة للأشخاص الذين قدموا التضحية العظمى للحفاظ على جيناتهم بعيداً عن بركتنا. الأسلوب مهم، ليس كل شخص يموت بسبب غبائه يمكن أن يفوز". تستشهد هذه المشاركة الأولية بمثال على شخص حاول كسر آلة بيع تم طحنه حتى الموت عندما سقطت عليه. قصة موزعة على نطاق واسع في وقت مبكر تذكر الجوائز داروين هي قصة سيارة الصاروخ JATO ، التي تصف رجلاً ربط وحدة الإقلاع بالطائرة النفاثة سيارته شيفروليه إمبالا في صحراء أريزونا والذي مات على جانب صخري عندما وصلت سرعة سيارته إلى 250 إلى 300 ميلاً في الساعة (400 إلى 480 كم/س). تبين لاحقًا أن هذه القصة كانت أسطورة حضرية بواسطة إدارة السلامة العامة في أريزونا. تقول ويندي نورثكات إن الموقع الرسمي لجوائز داروين الذي تديره نورثكات يبذل قصارى جهده لتأكيد جميع القصص المُرسلة، مدرجةً بأنها "صحيحة وفقًا لداروين". ومع ذلك، العديد من رسائل البريد الإلكتروني الفيروسية المنتشرة على الإنترنت، تثبت أنها أكاذيب وأساطير حضرية.
بدأ الموقع ومجموعة الكتب في عام (1993) على يد ويندي نورثكات، التي كانت في ذلك الوقت خريجة في علم الأحياء الجزيئي من جامعة كاليفورنيا، بيركلي. انتقلت بعد ذلك لدراسة علم الأعصاب في جامعة ستانفورد، حيث قامت بالبحث في مجال السرطان والتيلوميراز. في وقت فراغها، نظمت رسائل سلسلة من أفراد العائلة في الموقع الرئيسي الأولي لجوائز داروين والذي كان يستضيف في مساحة حسابها الشخصي في جامعة ستانفورد. غادرت في النهاية الورشة العملية في عام (1998) وكرست نفسها بالكامل لموقعها على الويب وكتبها في سبتمبر (1999). بحلول عام (2002)، كان الموقع يتلقى 7 ملايين زيارة لصفحة شهريًا.
واجهت نورثكوت بعض الصعوبات في نشر الكتاب الأول، حيث كان معظم الناشرين سيقدمون لها صفقة فقط إذا وافقت على إزالة القصص من الإنترنت، ولكنها رفضت: "كانت مجتمعًا! لا أستطيع القيام بذلك. حتى ولو كلفني الأمر الكثير من المال، كنت أقول لا." وأخيرًا وجدت ناشرًا وافق على طباعة كتاب يحتوي فقط على 10٪ من المواد التي تم جمعها للموقع. تبين أن الكتاب الأول نجح، وتم إدراجه في قائمة أكثر الكتب مبيعًا في صحيفة نيويورك تايمز لمدة 6 أشهر.
لم تكن جميع ردود الفعل من القصص التي نشرتها نورثكات إيجابية، وكانت تتلقى أحيانًا رسائل بريد إلكتروني من أشخاص يعرفون الشخص المتوفى. نصح أحد هؤلاء الأشخاص: "هذا أمر فظيع. لقد صدمنا المجتمع إلى النخاع.يجب عليك إزالة هذا." رفضت نورثكات: "لا أستطيع. إنها مجرد غباء جدا." لم تزل نورثكات تحتفظ بالقصص على الموقع الإلكتروني وفي كتبها، معتبرة إياها "دليل سلامة مضحك ولكن صحيح"، ومشيرة إلى أن الأطفال الذين يقرون الكتاب سيكونون أكثر حذرًا حول المتفجرات.
يُمنح الموقع أيضًا الإشادة بالتفوق للأفراد الذين ينجون من مغامراتهم بسلامة قدرتهم التكاثرية. مثال على ذلك هو لاري والترز، الذي ربط بالونات الجوية مملوءة بالهيليوم بكرسي حديقة وطفا بعيدًا فوق لونغ بيتش، كاليفورنيا، في يوليو (1982). وصل إلى ارتفاع يبلغ 16,000 قدم (4,900 متر)، ولكن نجا، ليتم لاحقًا تغريمه لاختراقه للمجال الجوي المُراقب. (سقط والترز في وقت لاحق في اكتئاب وأقدم على الانتحار.) تم منح إشادة بارزة أخرى لاثنين من الرجال الذين حاولوا السطو على منزل لاعب كرة القدم دونكان فيرغسون (الذي كان يتمتع بسمعة سيئة على وجه الخصوص للعنف الجسدي داخل وخارج الملعب، بما في ذلك أربعة أحكام بالضرب والذي كان قد أمضى ستة أشهر في سجن بارليني في غلاسكو) في عام 2001، مع العلم أن أحد اللصوص احتاج إلى مكوث في المستشفى لمدة ثلاثة أيام بعد مواجهته للاعب.
دراسة أجريت عام (2014) ونُشرت في المجلة الطبية البريطانية وجدت أنه بين عامي (1995 و 2014)، كان الذكور يمثلون 88.7٪ من فائزي جوائز داروين (انظر الشكل).
تم إنتاج فيلم الكوميديا "جوائز داروين" (2006)، الذي كتبه وأخرجه فين تايلور، استنادًا إلى الموقع والعديد من قصص جوائز داروين.

## قواعد
وقد حددت شركة نورثكوت خمسة متطلبات للحصول على جائزة داروين:

### يجب أن يكون المرشح ميتًا أو أصبح عقيماً
يمكن أن يخضع هذا للنزاع. قد يكون المرشحون المحتملون خارج حوض الجينات بسبب العمر؛ حيث أن بعضهم قد تكاثروا بالفعل قبل وفاتهم. لتجنب الجدل حول إمكانية التلقيح الصناعي أو التلقيح الاصطناعي، أو الاستنساخ، قام كتاب جوائز داروين الأصلي بتطبيق الاختبار التالي "جزيرة مهجورة" على الفائزين المحتملين: إذا كان الشخص غير قادر على الإنجاب عندما يكون مشوشًا على جزيرة مهجورة مع شخص خصب من الجنس الآخر، فسيتم اعتباره عقيمًا. الفائزين بالجائزة، عمومًا، إما متوفون أو أصبحوا غير قادرين على استخدام أعضائهم التناسلية.

#### حكم غبي إلى حد مذهل
يجب أن تكون غباء المرشح فريدًا ومثيرًا للدهشة، على الرغم من أن الجائزة تهدف إلى أن تكون مضحكة. تُستبعد العديد من الأنشطة الغبية ولكن الشائعة، مثل التدخين في السرير، من الاعتبار. على النقيض من ذلك، فإن إحراق النفس ناتج عن التدخين بعد تناول مرهم قابل للاشتعال في المستشفى وتحذيره من التدخين هو أساس للترشيح. يُلاحظ أن واحدًا من "الإشادات الشرفية" (رجل حاول الانتحار بابتلاع حبوب النتروجليسرين، ثم حاول تفجيرها بالاندفاع إلى الحائط) ينتمي إلى هذه الفئة، على الرغم من أنه كان متعمدًا ومصابًا بنفسه (أي محاولة انتحار)، والتي ستعفى بشكل طبيعي الشخص المُستقبَل.

##### سبب في وفاة الشخص
لن يكون إلحاق الضرر بصديق بقنبلة يدوية مؤهلًا، ولكن قتل الشخص نفسه أثناء تصنيع جهاز تنظيف المداخن المصنوع يدويًا من قنبلة سيكون مؤهلاً. لكسب جائزة داروين، يجب أن يكون الشخص قد قتل نفسه، أو أنه أصبح عقيمًا. فقط تسبب الموت لطرف ثالث ليس كافيًا.

###### قادر على التفكير و الحكم السليم
يجب أن يكون المرشح على الأقل بعد سن القيادة القانونية وخاليًا من العيوب العقلية (يعتبر نورثكات أن الإصابة أو الوفاة الناتجة عن عيوب عقلية أمرًا مأساويًا، بدلاً من كونها مضحكة، وتستبعد بانتظام مثل هذه الإدخالات). بعد مناقشة كثيرة، توجد فئة صغيرة تتعلق بالوفيات دون هذا العمر القانوني أيضًا. يتطلب الدخول في هذه الفئة أن يكون زملاء المرشح على الرأي بأن أفعال الشخص المعني كانت خارج نطاق العقل.
ومع ذلك، في عام (2011)، استهدفت الجوائز صبيًا يبلغ من العمر 16 عامًا في ليدز توفي أثناء سرقة الأسلاك النحاسية (معدل الحد الأدنى لسن القيادة القانونية في بريطانيا العظمى يبلغ 17 عامًا). في عام 2012، جعلت نورثكات مزاحًا مماثلًا من فتاة تبلغ من العمر 14 عامًا في البرازيل توفيت أثناء ميلها للخارج من نافذة حافلة مدرسية، ولكنها "غير م
ؤهلة" للجائزة نفسها بسبب الاعتراض العام المحتمل نظرًا لعمر الفتاة، الذي تؤكده نورثكوت أنه مبني على "التفكير السحري".

###### يجب التحقق من الحدث
يجب أن تكون القصة موثقة من مصادر موثوقة: على سبيل المثال، مقالات الصحف الموثوقة، وتقارير التلفزيون المؤكدة، أو الشهود المسؤولين. إذا تبين أن القصة غير صحيحة، فإنها تستبعد، ولكن القصص المضحكة خصوصًا يتم وضعها في قسم الأساطير الحضرية من الأرشيف. على الرغم من هذا المتطلب، فإن العديد من القصص خيالية، وغالبا ما تظهر كـ "تقديمات أصلية" ولا تقدم أي مصادر إضافية غير شهود "غير مؤكدة". يتم تقديم معظم هذه القصص على موقع جوائز داروين نورثكات في قسم الحسابات الشخصية.

###### قواعد غير رسمية
بالإضافة إلى ذلك، فإن تعديلات لاحقة على معايير التأهل تضيف العديد من المتطلبات التي لم تتحول إلى "قواعد" رسمية:
- لا يمكن تعريض المارة الأبرياء للخطر.
- يجب أن يتسبب الحدث المؤهل في حدوثه بدون نية متعمدة لإنهاء حياة المرشح نفسه (أو الإخصاب). (لكي يُشجع المُرشحين الباحثين عن الشهرة عن إصابة أنفسهم بشكل متعمد للفوز بجائزة داروين).

## استقبال
تلقت جوائز داروين مستويات متفاوتة من التدقيق من المجتمع العلمي. في كتابه موسوعة التطور، يعلق أستاذ علم الأحياء ستانلي أ. رايس قائلاً: "على الرغم من القيمة الهائلة لهذه القصص كترفيه، فمن غير المرجح أن تمثل التطور في العمل"، مشيرًا إلى عدم وجود "جينات ضعف الحكم". في مقال في كتاب تطور الشر ، يعترف البروفيسور ناثان هالانجر بأن جوائز داروين تهدف إلى الفكاهة السوداء، لكنه يربطها بحركة تحسين النسل في أوائل القرن العشرين. تقول عالمة الفيزياء الحيوية بجامعة أكسفورد، سيلفيا ماكلين، التي تكتب لصحيفة الغارديان، إنه على الرغم من أن جوائز داروين "من الواضح أنها تهدف إلى أن تكون مضحكة"، إلا أنها لا تمثل بدقة كيفية عمل علم الوراثة، مشيرة أيضًا إلى أن "الأشخاص "الأذكياء" يفعلون أشياء غبية طوال الوقت". انتقد الجيولوجي والمتواصل العلمي شارون أ. هيل جوائز داروين على أسس علمية وأخلاقية، مدعيًا أنه لا توجد سمات وراثية تؤثر على الذكاء الشخصي أو الحكم الجيد ليتم استهدافها عن طريق الانتقاء الطبيعي، واصفًا إياها بمثال "الجهل" و"القسوة".

## المتلقين البارزين
- سائق سيارة جاتو الصاروخية في الأسطورة الحضرية المعروفة.
- غاري هوي الذي سقط من الطابق الرابع والعشرين لمركز تورونتو دومينيون أثناء محاولته أن يوضح لمجموعة من الطلاب أن النوافذ غير قابلة للكسر. ظهرت وفاته في برامج تلفزيونية مثل 1000 طريقة للموت ومدمر الخرافات.[26]
- تشارلز ستيفنز، أول شخص يموت أثناء محاولته عبور شلالات نياجارا في برميل.[27]
- حصل لاري والترز على "تنويه مشرف" لرحلته بالمنطاد على كرسي الحديقة في المجال الجوي الخاضع للرقابة.
- جون ألين تشاو الذي حاول، نيابةً عن نفسه، تحويل مجموعة من السكان الأصليين المعزولة في جزيرة نورث سينتينل إلى المسيحية، فقُتل على يدهم.